# Isuzu Trucks South Africa
Isuzu Trucks South Africa (Pty.) Ltd. ist ein Nutzfahrzeughersteller aus Südafrika.
Bereits seit 1971 wurden von General Motors South Africa Modelle der Marke Isuzu in Südafrika gefertigt.
Das Unternehmen wurde 2007 als Joint Venture zwischen Isuzu und General Motors South Africa gegründet. Dabei erhöhte Isuzu nach wenigen Jahren seine  Beteiligung von 50 auf 70 %.
Isuzu Trucks South Africa montiert Nutzfahrzeuge im GM-Werk in Gqeberha und erreicht dabei monatliche Stückzahlen von 250 bis 350 Fahrzeugen. Das Unternehmen hat in Südafrika einen Marktanteil von rund 10 bis 12 %.